# Торф'яно-болотні ліси Суматри
Торф'яно-болотні ліси Суматри (ідентифікатор WWF: IM0160) — індомалайський екорегіон тропічних та субтропічних вологих широколистяних лісів, розташований на Суматрі.

## Географія
Екорегіон торф'яно-болотних лісів Суматри простягається приблизно на 1000 км вздовж східного узбережжя острова Суматра, найзахіднішого в групі Великих Зонських островів, а також охоплює низку сусідніх островів, зокрема Рупат, Бенгкаліс, Рантау, Рангсанг та Мендол, що лежать біля північно-східного узбережжя Суматри. Від моря екорегіон відділений вузькою смугою мангрів Зондського шельфу, а в глибині острова, в середньому на відстані 75 км від моря, він переходить у рівнинні дощові ліси Суматри та у прісноводні заболочені ліси Суматри.
Торф'яно-болотні ліси екорегіону поширені на погано дренованих низовинах і формувалися протягом століть, а вік деяких з них становить понад 30 тисяч років. Опале листя, гілки, річковий осад та інше органічне сміття затримувалися мангровими заростями у прибережних районах та осідали на кислих глинистих ґрунтах, поступово утворюючи шар заболоченого ґрунту та відсуваючи берегову лінію далі в море. Поганий дренаж та стояча, мілководна вода створюють безкисневі умови, які сповільнюють розкладання органічної речовини та призводять до накопичення шару торфу завтовшки від 50 см до 20 м. Оскільки опале листя та інші органічні речовини накопичуються в ґрунті, але не розкладаються, ґрунти регіону бідні на поживні речовини та кислі (менше 4 pH).

## Клімат
В межах екорегіону домінує вологий екваторіальний клімат (Af за класифікацією кліматів Кеппена). Середня температура тут становить 27-28 °C і залишається стабільною протягом всього року, а середньорічна кількість опадів становить приблизно 2500 мм. Сухий сезон, коли середньорічна кількість опадів становить менше 100 мм, на Суматрі триває менше 3 місяців.

## Флора
Рослинний покрив екорегіону представлений торф'яно-болотними лісами, подібними до тих, що зустрічаються на Калімантані та на Малайському півострові. Ці ліси діляться на кілька типів залежно від кількості поживних речовин у ґрунті. Краї торфових боліт відносно багаті на поживні речовини, тоді як ґрунти в центральних частинах боліт менш родючі. Висота лісового намету у торф'яно-болотних лісах знижується від центру до країв. У той час, як на Калімантані існує до шести типів торф'яно-болотних лісів, на Суматрі переважають два типи: мішані торф'яно-болотні ліси та бінтангурові ліси.
У мішаних торф'яно-болотних лісах поширені великоцвіті калофіллуми (Calophyllum grandiflorum), ребристі калофіллуми (Calophyllum costulatum), шореї Тейсманна (Shorea teysmanniana), багнові шореї (Shorea uliginosa), палаквіуми Берка (Palaquium burckii), яйцелисті тристанопсиси (Tristaniopsis obovata), сизі свайнтонії (Swintonia glauca), голі тетрамерісти (Tetramerista glabra), черговолисті плоарії (Ploiarium alternifolium), сизі маасії (Maasia glauca), односторінні тичинкохвости (Stemonurus secundiflorus), велетенські радермахери (Radermachera gigantea), хвостолисті парастемони (Parastemon urophyllus) та жилчаста хурма (Diospyros venosa). Також у цих лісах зустрічаються деякі види пальм, зокрема купчасті болотяні пальми (Eleiodoxa conferta), червоні сургучні пальми (Cyrtostachys renda) та пальми тарав (Livistona saribus).
Бінтангурові ліси поширені далі від річок, у районах, де шар торфу товщий, ніж у мішаних торф'яно-болотних лісах. Дерева тут зазвичай мають меншу висоту і менший діаметр стовбура та ростуть більш щільно. Основу бінтангурових лісів складають калофіллуми Лоу (Calophyllum lowii), голі тетрамерісти (Tetramerista glabra) та різні види шорей (Shorea spp.). На берегах річок, які протікають через торф'яно-болотні ліси, поширені туалангові дерева (Koompassia excelsa) та дуріани (Durio spp.), а у внутрішніх частинах лісів — шореї Тейсманна (Shorea teysmanniana), різні види палаквіумів (Palaquium spp.) та свайнтоній (Swintonia spp.).

## Фауна
Торф'яно-болотні ліси Суматри вирізняються меншим біорізноманіттям та рівнем ендемізму, ніж дощові ліси, поширені на більшій частині острова. Тим не менш, тут зустрічаються деякі рідкісні великі ссавці, зокрема суматранські слони (Elephas maximus sumatranus), суматранські тигри (Panthera tigris sumatrae), чепрачні тапіри (Tapirus indicus) та суматранські носороги (Dicerorhinus sumatrensis). Ці тварини перебувають на межі зникнення, а їх популяція не перевищує кількох сотень особин.
Торф'яно-болотні ліси регіону є важливим середовищем існування для лісових приматів, таких як суматранські білорукі гібони (Hylobates lar vestitus), звичайні сіаманги (Symphalangus syndactylus), а також майже ендемічних східносуматранських сурілі (Presbytis percura) та чорно-білих сурілі (Presbytis bicolor). Серед інших ссавців, поширених в екорегіоні, слід відзначити малайських ведмедів (Helarctos malayanus), борнейських пантер (Neofelis diardi), суматранських котів (Prionailurus planiceps), мармурових кішок (Pardofelis marmorata), суматранських видр (Lutra sumatrana), гладкошерстих видр (Lutrogale perspicillata), азійських видр (Aonyx cinereus), видрових цивет (Cynogale bennettii), бінтуронгів (Arctictis binturong) та малих оленьків (Tragulus kanchil). Також у водоймах регіону зустрічаються гавіалові крокодили (Tomistoma schlegelii) та гребінчасті крокодили (Crocodylus porosus).
Орнітофауна екорегіону включає близько 220 видів птахів. Серед птахів, поширених в заболочених низовинах на сході Суматри, слід відзначити білоголову качку (Asarcornis scutulata), малазійського пінона (Ducula aenea), оливковокрилого вінаго (Treron vernans), яванського марабу (Leptoptilos javanicus), малазійського лелеку (Ciconia stormi), великого орлана-рибалку (Icthyophaga ichthyaetus), малазійського пугача-рибоїда (Ketupa ketupu), чорного птаха-носорога (Anthracoceros malayanus), малазійського папугу (Psittacula longicauda), рудощокого кравчика (Orthotomus ruficeps), рудохвостого кравчика (Orthotomus sericeus), світлоокого бюльбюля (Pycnonotus simplex), оливковокрилого бюльбюля (Pycnonotus plumosus), жовточереву саїмангу (Anthreptes malacensis) та мангрового джунгляка (Pellorneum rostratum). У Національному парку Сембіланг мешкає найбільша у світі гніздова популяція білих лелек-танталів (Mycteria cinerea). Ендемічні або майже ендемічні птахи в регіоні відсутні.

## Збереження
Більше половини торф'яно-болотних лісів Суматри були знищені, особливо на півдні регіону. Значна частина боліт була осушена, а на їх місці були створені сільськогосподарські угіддя, зокрема кокосові і ананасові плантації. Основною загрозою для збереження природи регіону є вирубка лісів, а також пожежі, які часто спалахують на осушених торф'яниках.
Оцінка 2017 року показала, що 6630 км², або 8 % екорегіону, є заповідними територіями. Природоохоронні території включають: Національний парк Бербак, Національний парк Сембіланг та Природний заповідник Керумутан-Бару.